# Małpka wie – nauczy cię
Małpka wie – nauczy cię (ang. Monkey See, Monkey Do, 2009) – brytyjski serial animowano-fabularny wyprodukowany przez Smartoonz dla HIT Entertainment. Serial wykonany w technice trójwymiarowej.
W Polsce premiera serialu odbyła się 1 czerwca 2012 roku na kanałach JimJam i Polsat JimJam.

## Wersja polska
Opracowanie i udźwiękowienie: MediaVox

Wystąpili:
- Izabella Malik – Małpka
- Ireneusz Załóg – Papuga
- Anita Sajnóg
- Agnieszka Wajs

i inni